# Seat 800
La SEAT 800 est une version à quatre portes de la Seat 600 fabriquée de 1964 à 1967 par la firme automobile espagnole Seat. Elle a été présentée au salon de Barcelone en juin 1963 sous la forme d'un prototype. La version définitive, commercialisée en début d'année 1964 ne différait que par quelques détails de finition.

## Histoire
La firme SEAT, créée par l'État espagnol avec l'aide du constructeur italien Fiat en 1950, disposait de 2 modèles dans sa gamme : la SEAT 1400, grosse berline de luxe, et la petite SEAT 600, lancée en mai 1957. Ces deux modèles étaient les copies conformes des originaux italiens de Fiat.
L'arrivée en Espagne de nouveaux constructeurs automobiles qui fabriquaient des modèles dérivés des Renault R4 et Citroën 2CV incita la direction de SEAT à vouloir élargir sa gamme avec une petite voiture à 4 portes. Avec l'accord du géant turinois, SEAT se tourne vers le carrossier catalan Costa. C'est Franco Ambrosini, ancien directeur technique du constructeur espagnol Siata SA, qui avait rejoint la société Costa en 1962, qui signera les modifications de carrosserie. Le premier prototype fut présenté le 26 septembre 1962. La Carrosserie Costa fabriquera uniquement les carrosseries de cette SEAT 600 à 4 portes, plus longue de 18 cm et baptisée 800 qui seront ensuite assemblées sur la ligne normale dans l'usine de Zona Franca à Barcelone. Le poids total n'augmenta que de 30 kg par rapport à la version normale Seat 600.
La SEAT 800 était équipée du même moteur quatre cylindres, 767 cm3 de 29 ch SAE et un couple de 51 N m à 2 500 tr/min qui équipait la SEAT 600. Elle pouvait atteindre la vitesse maximale de 110 km/h avec un rapport poids/puissance de 21,034 kg/ch.
Elle reçut un accueil très favorable de la clientèle espagnole mais les capacités de production du carrossier Costa étant limitées à cause d'une fabrication encore très artisanale, elle ne sera produite qu'à 18 200 exemplaires entre janvier 1964 et le 13 juin 1967 pour être (avantageusement) remplacée par la Seat 850.